# КайноZой
«КайноZой» — роман российского писателя-фантаста Сергея Лукьяненко. Является продолжением романа «Кваzи», стал вторым и заключительным произведением о зомби.

## Сюжет
Действие романа происходит в Питере, который после катастрофы стал населён преимущественно «кваzи».
Денис Симонов (герой первой книги), ставший майором и перешедший из полиции в госбезопасность, вместе с сыном Найдом (которого теперь зовут Александр) по просьбе своего бывшего напарника, следователя-кваzи Михаила Бедренца по прозвищу «Драный Лис», и начальника полковника Маркина выезжает в Санкт-Петербург. В поезде при загадочных обстоятельствах, погибает и практически одновременно восстает целый вагон курсантов-подводников. Вагон быстро изолируют от остального состава поезда, однако одного агрессивного восставшего Денису приходится ликвидировать полностью. Данный инцидент для Санкт-Петербурга является вопиющим правонарушением, так как идет вразрез с правами восставших (потенциальных кваzи). Позже выясняется, что в Питере некоторые разумные кваzи были уличены в агрессивном и неразумном поведении, свойственным восставшим. Некоторые из этих кваzи даже кусали или съедали своих жертв (сами кваzи не едят мясо и пищу животного происхождения). Кто виновен в смерти целого вагона молодых моряков и что вызвало такую странную и опасную реакцию у кваzи, Денису Симонову предстояло выяснить вместе со старым приятелем Михаилом и сыном Александром.

## История написания
В середине июня 2016 года Лукьяненко также сказал, что будет писать продолжение романа.

1 сентября в своём официальном блоге писатель опубликовал первую главу второй книги дилогии — КайноZой. После закрытия блога первая и вторая главы были доступны на сайте клуба поклонников творчества писателя.

21 сентября 2018 года Сергей Лукьяненко, на своей странице в Facebook, объявил о готовности романа и сдаче его в издательство.

20 декабря 2018 года роман вышел в свет.